# Reinga waipoua
Reinga waipoua là một loài nhện trong họ Amphinectidae. Loài này phân bố ở New Zealand.